# 鎮夷縣 (交阯)
鎮夷縣，是明代交阯承宣布政使司諒山府下轄的一個縣，永樂九年由雞陵縣改名鎮夷縣，後陷入安南，治所約在今越南諒山省的右隴縣。

## 沿革
- 永樂九年四月十三日（1411年5月5日），改雞陵縣為鎮夷縣，雞林遞運所為鎮夷遞運所；以瘴癘徙交阯鎮夷關於松嶺高爽之地[2]。
- 永樂十三年八月二十三日（1415年9月25日），併董縣入鎮夷縣[3]。
- 永樂十六年八月初二日（1418年9月1日），諒山府董縣之董站驛隸鎮夷縣[4]。
- 永樂十七年三月十九日癸亥（1419年4月13日），設鎮夷縣儒學、陰陽學[5]。
- 永樂十七年九月十四日丙辰（1419年10月3日），革諒山府之鎮夷倉[6]。